# Tour Carpe Diem
Tour Carpe Diem ist der Name eines Wolkenkratzers im Pariser Vorort Courbevoie in der Bürostadt La Défense. Der im Jahr 2013 fertiggestellte Wolkenkratzer misst 166 Meter (Antennenspitze) und verfügt über 38 oberirdische und zwei unterirdische Etagen. Insgesamt bietet der Tour Carpe Diem 4700 Arbeitsplätze. Entworfen wurde der Büroturm von Robert A. M. Stern & SRA-Architectes.
Der Büroturm ist mit der Métrostation La Défense und dem Bahnhof La Défense an den öffentlichen Nahverkehr im Großraum Paris angebunden.

## Galerie

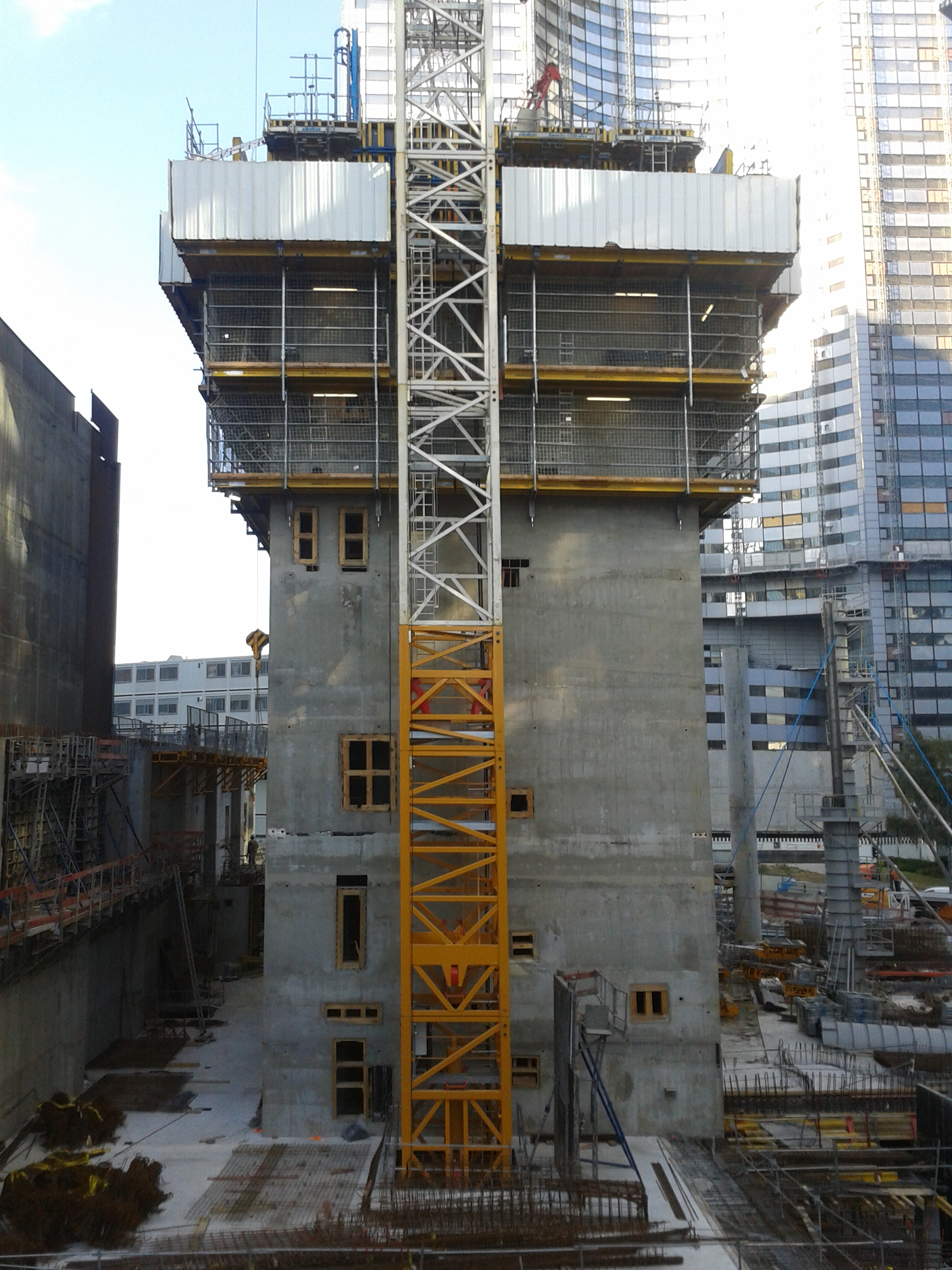
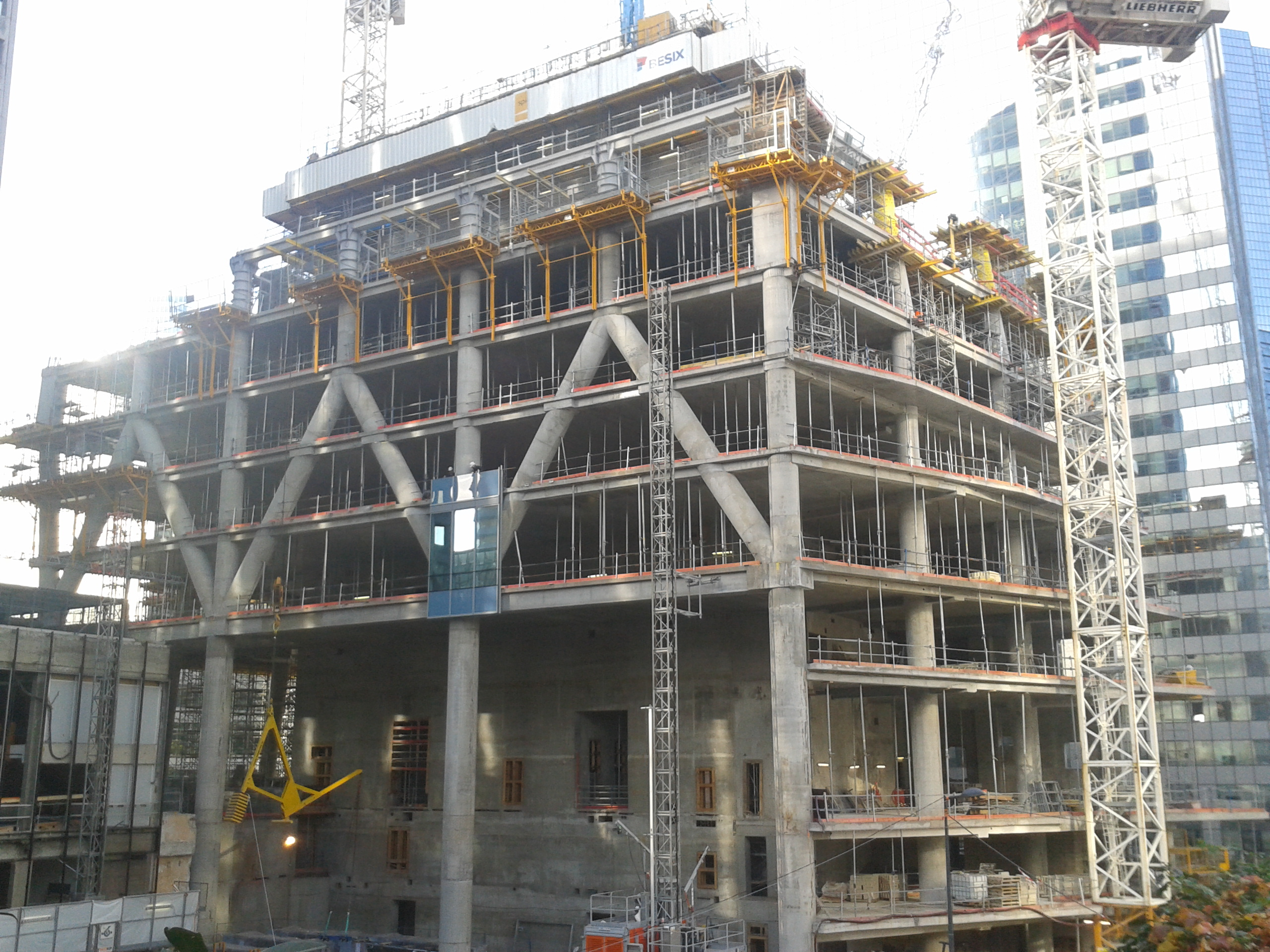
Die Baustelle am 27. November 2011.
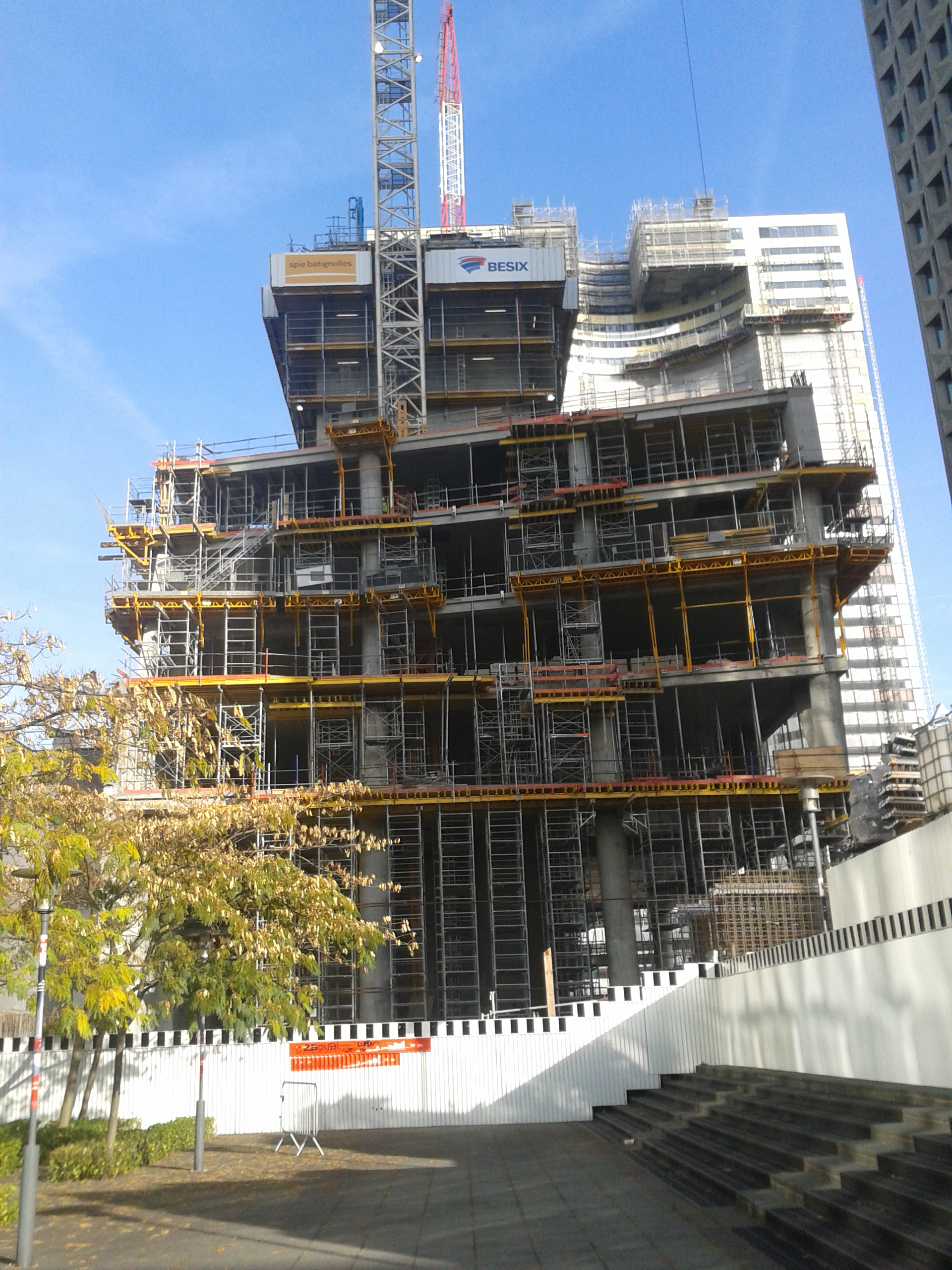
Die Baustelle am 27. November 2011.
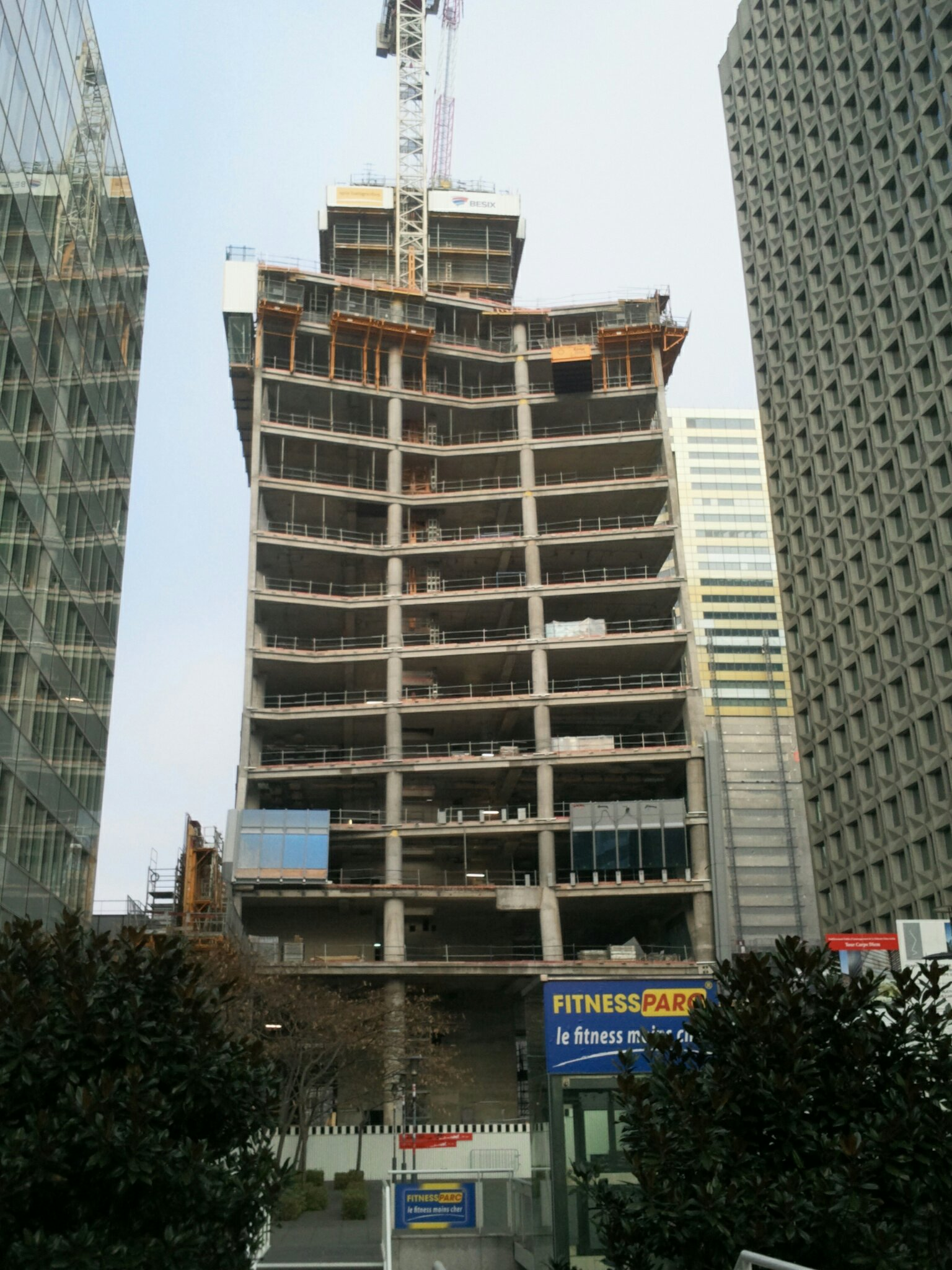
Die Baustelle am 29. Januar 2012.
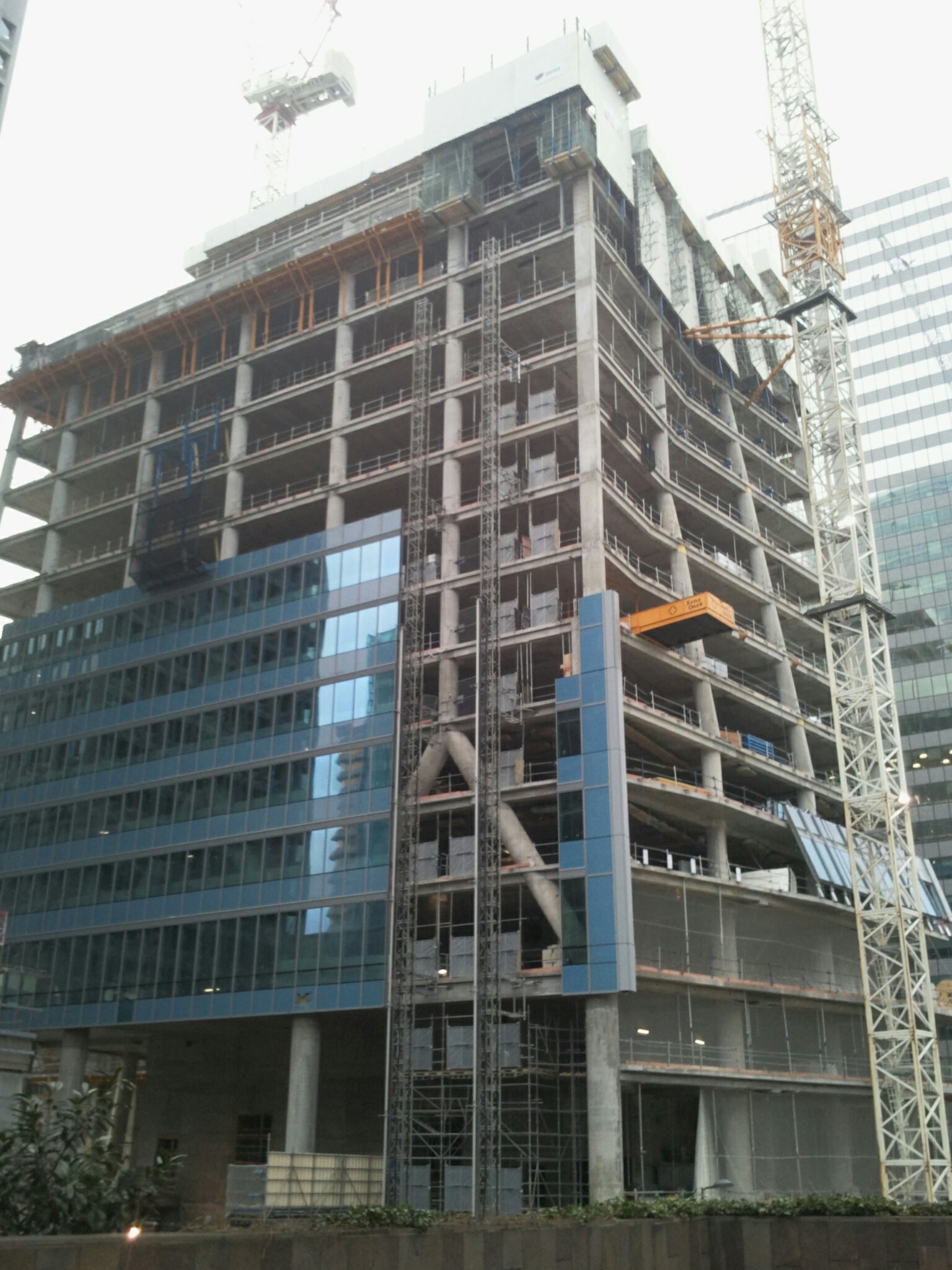
Die Baustelle am 29. Januar 2012.
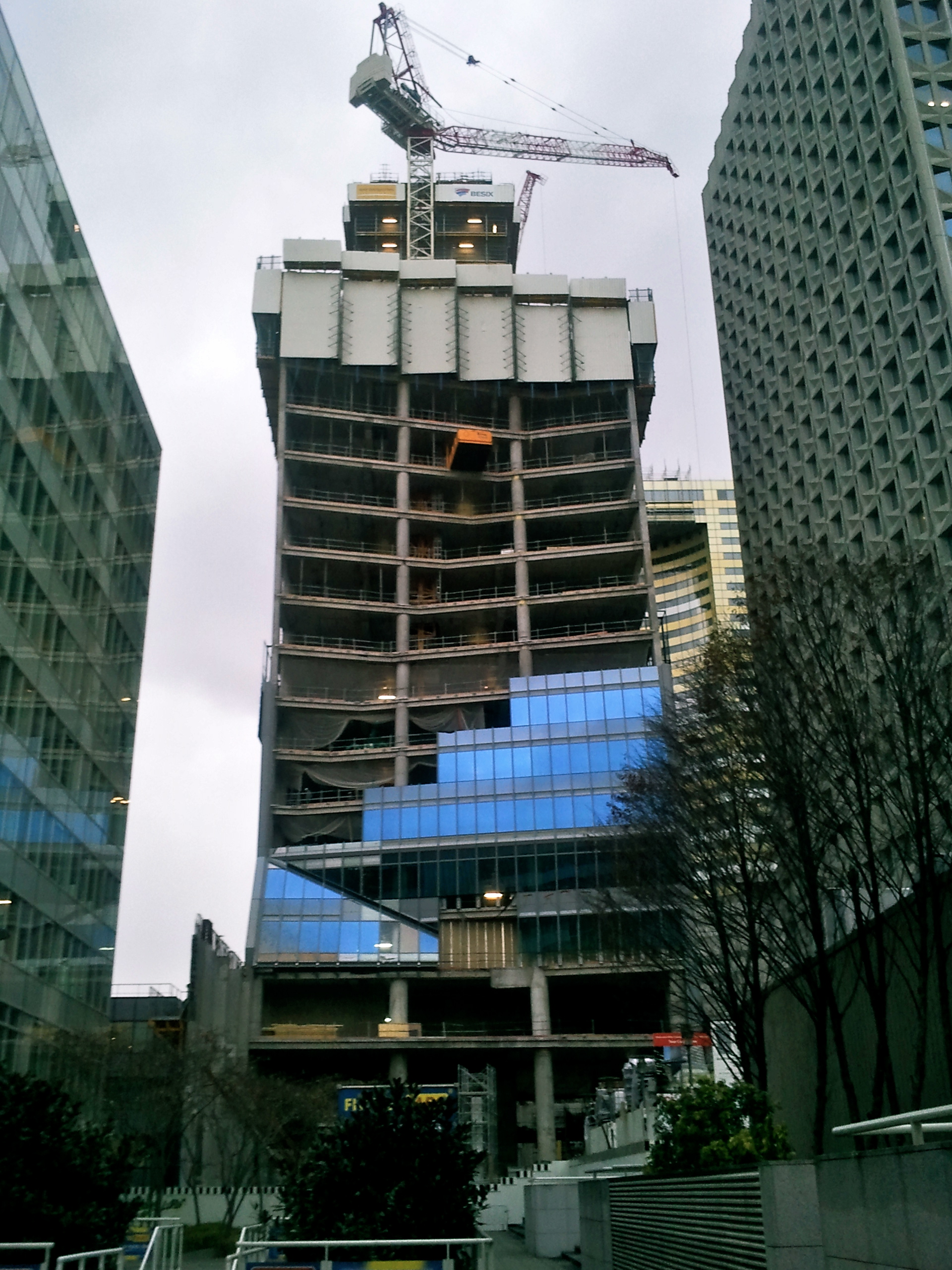
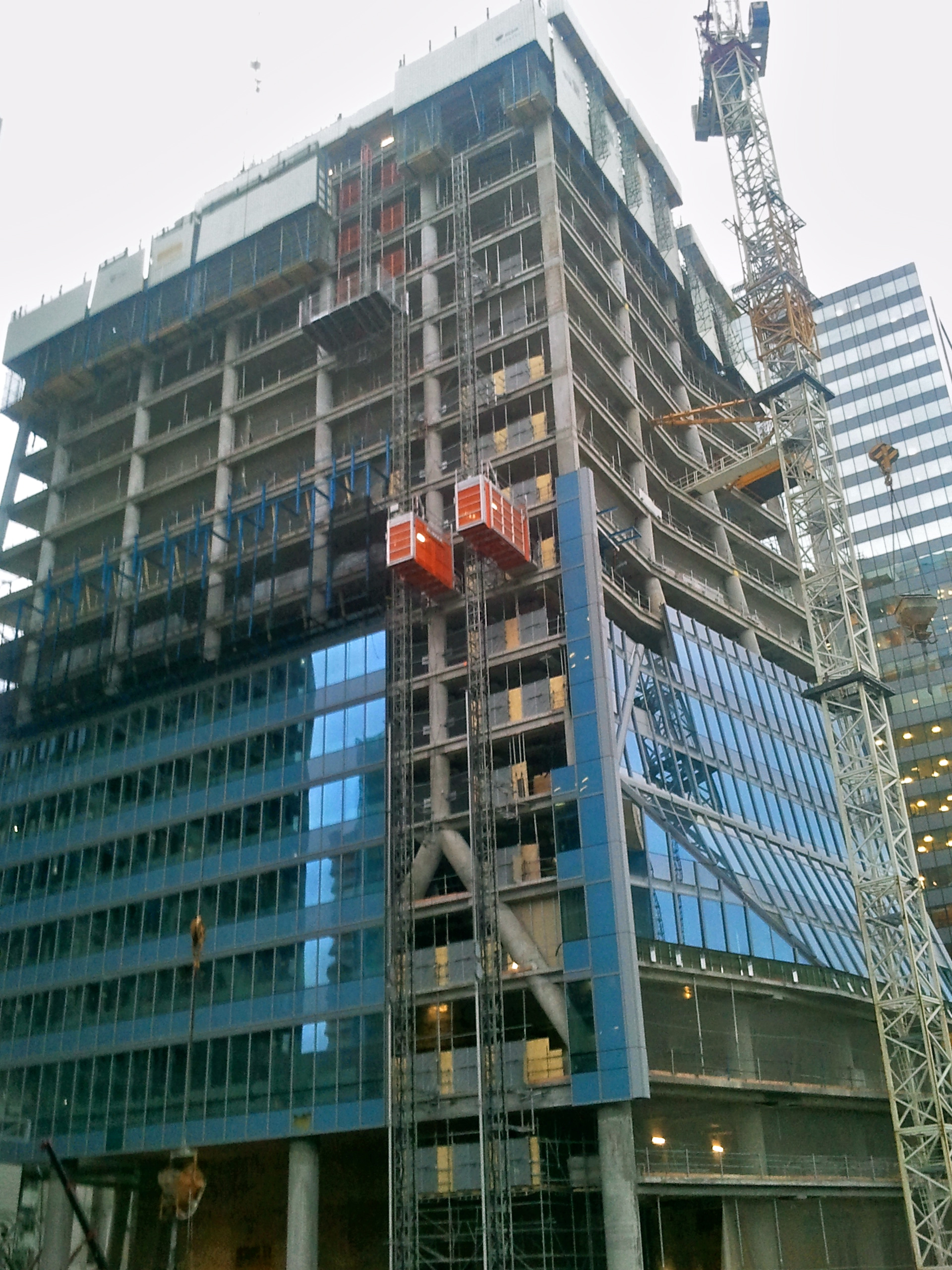
Die Baustelle im März 2012.